# Феликс Валотон
Феликс Едуар Валотон (фр. Félix Édouard Vallotton; Лозана, 28. децембар 1865 — Париз, 29. децембар 1925) је био француски сликар швајцарског порекла.
Валотон је један од представника париске уметничке групе Набис. У раној фази је графичар, који и у сликању задржава прецизност обриса и чврстину моделације. Естетици импресиониста супротставља сликарство грађено на класичним принципима, где рационална сређеност композиције, строг цртеж, угашен колорит и наглашен простор у својим особеним односима остварују атмосферу усамљености непокретног мира, антиципирајући дух отуђености надреализма.
Сликао је пејзаже (Швајцарска, Нормандија, Бретања, француски југ) и мртве природе. Свој „објективизам“ посебно је изразио у фигури и покрету. Сматра се једним од претходника уметничког покрета "Нова стварност". Бавио се и илустрацијом у техници дубореза.

## Галерија
- Пејзаж (1918)
- Аутопортрет
 (1885)
- Болеснице
(1892)
- Ноћ
(1897)
- La Raison probante
(1898)
- Soldats sénégalais au camp de Mailly
(1917)